# 小勞特拉峰
46°34′44.2″N 8°8′21.3″E / 46.578944°N 8.139250°E
小勞特拉峰（德語：Klein Lauteraarhorn）是瑞士伯恩州的山峰，位於該國南部，屬於伯尔尼山的一部分，處於勞特拉峰以南，海拔高度3,737米。

## 外部連結

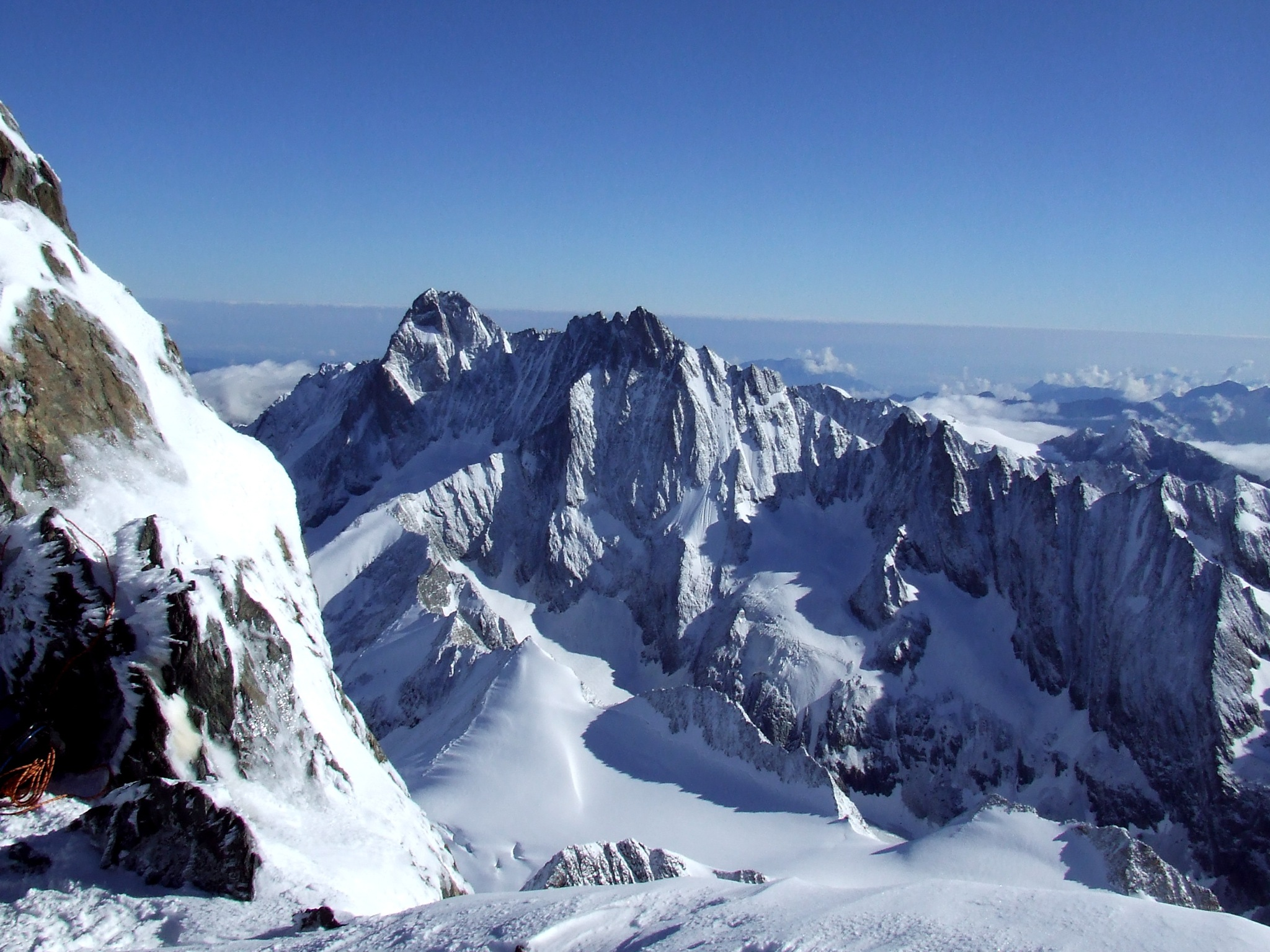

- Klein Lauteraarhorn on Hikr （页面存档备份，存于）